# Verkozen bisschop
Een administrator was een wereldlijk heer, die na de Reformatie in het Heilige Roomse Rijk de 16e eeuw in de protestants geworden rijksonmiddellijke geestelijke vorstendommen in de plaats kwam van de vroegere katholieke prins-bisschop. Net als hun voorgangers hadden zij zowel een wereldlijke heerschappij als een geestelijke functie.
De overgang van de vorstelijke macht van een katholieke bisschop naar een protestantse bestuurder werd in 1648 bij de Vrede van Westfalen door de keizer erkend. Deze nieuwe vorsten kregen dan pas ook toegang tot de rijksvorstenraad van de Rijksdag. Tezelfdertijd werden de meeste protestants geworden geestelijke gebieden echter geseculariseerd en aan een naburige vorst toegewezen.
Er waren in Duitsland de volgende protestantse geestelijke vorstendommen :
- Prinsaartsbisdom Bremen, in 1648 hertogdom onder Zweedse heerschappij, zie Bremen-Verden
- Prinsbisdom Cammin, in 1556 aan Pommeren
- Prinsbisdom Halberstadt, in 1648 wereldlijk vorstendom onder Brandenburgse controle
- Prinsbisdom Lübeck, in 1803 wereldlijk vorstendom Lübeck onder Oldenburgse controle
- Prinsaartsbisdom Maagdenburg, in 1680 hertogdom onder Brandenburgse controle
- Prinsbisdom Merseburg, in 1565 aan Saksen
- Prinsbisdom Minden, in 1648 wereldlijk vorstendom onder Brandenburgse controle
- Prinsbisdom Naumburg, in 1562 aan Saksen
- Prinsbisdom Osnabrück, wisselend katholieke bisschoppen en evangelische administratoren, in 1803 aan Hannover
- Prinsbisdom Schwerin, in 1648 wereldlijk vorstendom, onder Mecklenburgse controle
- Prinsbisdom Verden, in 1648 wereldlijk vorstendom onder Zweedse controle, zie Bremen-Verden

N.B. er bestaan ook administratoren in de Katholieke Kerk.